# Łukowiec (województwo świętokrzyskie)
Łukowiec – wieś sołecka w Polsce, położona w województwie świętokrzyskim, w powiecie sandomierskim, w gminie Koprzywnica.
W latach 1975–1998 miejscowość położona była w województwie tarnobrzeskim.
W administracji kościelnej rzymskokatolickiej wieś położona w archidiecezji lubelskiej, w diecezji sandomierskiej, w dekanacie koprzywnickim, w parafii pw. Matki Bożej Różańcowej.
W 1998 r. Łukowiec miał 300 mieszkańców i 112 gospodarstw o łącznej powierzchni 298,41 ha.
Wśród obiektów fizjograficznych w okolicy wsi występują nazwy: Błonie – pola, Dworskie – pola, Kliny – pola, Kocmyrz – pola, Leszcze – pola, łąki, Nadrudki – pola, Zadębinie – pola, Zaogrodzie – pola.
Obecnie w Łukowcu znajduje się kościół katolicki pw. NMP Wspomożycielki Wiernych i Szkoła Podstawowa.

## Części wsi
| SIMC    | Nazwa            | Rodzaj  |
| ------- | ---------------- | ------- |
| 0796619 | Majorat-Zaródcze | kolonia |

## Historia
Wieś Łukowiec w źródłach historycznych także: Lucawicz, Lukowiecz i Lukowyecz. Początki wsi sięgają XI wieku. Osada ta z nadania monarszego w latach 1147-1149 stała się własnością klasztoru cystersów w Jędrzejowie. Zapewne przed 1250 r. jakieś dobra (sortes) w Łukowcu nabył także opat pobliskiego klasztoru koprzywnickiego, drogą zamiany powróciła do dóbr królewskich, po czym w drodze zamiany w 1368 r. wraca do włości klasztornych OCist..
Spory graniczne między klasztorami cysterskimi: jędrzejowskim i koprzywnickim o dobra w tej wsi spowodowały, że ten ostatni w 1424 roku zdecydował się sprzedać rolę mieszczanom koprzywnickim zwaną Sierocina i łąkę zwaną Długa wraz z zagajnikiem (z wyjątkiem gaju zwanego Konow). Te dwa klasztory jeszcze później (1460 i 1477) toczyły między sobą spory graniczne (głównie posesoryjne) o dobra w Łukowcu.
W 1578 r. Łukowiec (jak i pobliskie Błonie) były we władaniu urodzonego Jędrzeja Niedrzwickiego z Niedrzwicy, który płacił podatek z 4,5 łana, 9 kmieci, 1 zagrodnika, 2 komorników i 2 ubogich.
W 1827 r. Łukowiec miał 13 domów i 142 mieszkańców; był wsią prywatną (ziemiańską) należącą do parafii w Łoniowie.
W 1884 r. Łukowiec był osadą wiejską, w której było 16 domów i 148 mieszkańców na 171 morgach; miejscowy folwark (administracyjnie należał do klucza łoniowskiego) miał powierzchnię 254 morgi (z czego 187 mórg gruntów ornych i ogrodów, 41 mórg łąk, 8 mórg pastwisk, 3 morgi wód, 15 mórg placów i nieużytków), 6 budynków z drzewa, młyn wodny, wiatrak i cegielnię.
W 1929 r. w Łukowcu było 16 domów i 104 mieszkańców; Publiczna Szkoła Powszechna (1 klasa) mieściła się w budynku byłej rosyjskiej straży granicznej. 